# Spürnase, Fährtensau & Co.
Spürnase, Fährtensau & Co. ist eine Serie des NDRs. Die Erstausstrahlung wurde in der ARD vom 2. Juli bis 30. Juli 2014 gesendet.

## Inhalt
In der Serie wird von der Zusammenarbeit zwischen Menschen und Tieren berichtet. So wird der Werdegang eines Hundewelpen, der zum Sprengstoffspürhund ausgebildet wird, von der Geburt bis zur Abschlussprüfung, eines Zwergotters für die Fernsehproduktion und anderen Tieren in verschiedenen Einsatzgebieten z. B. der Polizei gezeigt. Des Weiteren wird über die Arbeit von Therapietieren wie Lamas und Menschen u. a. im Krähenhof in Brakel berichtet. Daneben wird auch die Handaufzucht und die Entwicklung von verwaisten oder verletzten Wildtierkindern wie einem Wildschwein, Steinkauz dokumentiert.

## Episodenliste
| Nr. | Titel                                  | Erstausstrahlung |
| --- | -------------------------------------- | ---------------- |
| 1   | Mamas Rockzipfel                       | 2. Juli 2014     |
| 2   | Harry und Dörte                        | 3. Juli 2014     |
| 3   | Victor ist kaum zu bändigen            | 7. Juli 2014     |
| 4   | Ein störrisches Kamel                  | 8. Juli 2014     |
| 5   | Seehund Sam lernt um                   | 9. Juli 2014     |
| 6   | Godzilla – großer Name, kleiner Kauz   | 10. Juli 2014    |
| 7   | Khalif und sein Harem                  | 11. Juli 2014    |
| 8   | Rufus’ großer Tag                      | 14. Juli 2014    |
| 9   | Godzilla auf der Flucht                | 15. Juli 2014    |
| 10  | Aufstieg dank Pferdestärke             | 16. Juli 2014    |
| 11  | Rufus’ erster Einsatz                  | 17. Juli 2014    |
| 12  | Otter Otto geht baden                  | 18. Juli 2014    |
| 13  | Sieben Welpen für Perle                | 21. Juli 2014    |
| 14  | Maja im Hundesalon                     | 22. Juli 2014    |
| 15  | Rufus in geheimer Mission              | 23. Juli 2014    |
| 16  | Ein Kofferraum voller Kaviar           | 24. Juli 2014    |
| 17  | Familienzusammenführung                | 25. Juli 2014    |
| 18  | Ein Lawinenhund lernt Fliegen          | 28. Juli 2014    |
| 19  | Spike und Foxy                         | 29. Juli 2014    |
| 20  | Spürnase Perle trifft Fährtensau Frida | 30. Juli 2014    |

## Produktion
Diese Sendung wurde der Firma 5 14 FILM GmbH & Co. KG produziert. Die Redaktion liegt bei Ulrike Jonas vom NDR. Gedreht wurde unter anderem im Vogelpark Walsrode, Marine Science Center in Rostock und bei den Schweriner Schloßfestspielen.

## Ausstrahlung
Weitere Ausstrahlungen laufen oder liefen im Jahr 2015, 2018, 2020, 2022, 2023, 2024 beim BR, 2014, 2022 beim NDR, 2015 beim RBB, 2016, 2023, 2024 bei SWR, 2016, 2022 im WDR.